# Frans Josef Anton Rossi
Frans Josef Anton Rossi, född 26 april 1774 i Stockholm, död 9 juli 1854 i Schwerin, var en svensk kirurg.
Frans Josef Anton Rossi var son till instrumentmakaren Giuseppe Rossi. Han erhöll en del av sin utbildning i Mecklenburg, inskrevs 1787 som kirurgie studerande i Stockholm och erhöll 1789 fältskärsgesällbrev. Efter att under Gustav III:s ryska krig tjänstgjort som fältskär vid fältsjukhusen blev han 1795 kirurgie magister i Stockholm och 1798 medlem av Collegium medicum. Som kunglig kirurgisk stipendiat studerade han de följande åren i Tyskland och blev 1800 medicine och kirurgie doktor i Jena. Hemkommen tjänstgjorde han som fattigläkare i Stockholm, blev 1802 anatomie prosektor vid Theatrum anatomicum och utnämndes 1805 till livkirurg hos Gustav IV Adolf, vilken han åtföljde till Pommern. 1807 fick Rossi fullmakt som livmedikus. Han blev 1809 livmedikus hos Karl XIII och senare samma år även läkare hos kronprinsen Karl August. Då denne 28 maj 1810 på Kvidinge hed i Skåne störtade av hästen, befann sig Rossi i närheten och ingrep omedelbart utan att kunna rädda hans liv. För att kunna fastställa dödsorsaken, beslutade Rossi och hans tre medhjälpare, de tre Lundaprofessorerna Johan Henric Engelhart, Arvid Henrik Florman och Carl F. Liljewalch, att ej skjuta upp obduktionen, som skedde innan de från Stockholm nedsända professorerna Magnus Martin af Pontin och Jöns Jacob Berzelius hann anlända. Dödsorsaken konstaterades vara slaganfall. Rykten uppkom dock snart, att kronprinsen blivit förgiftad, och endast genom en tillfällighet undgick Rossi att dela Axel von Fersens öde, när denne 20 juni 1810 mördades av stockholmspöbeln. 25 juni 1810 åtalades Rossi, som dömdes till förlust av livmedikustjänsten samt till landsflykt. Även om straffet senare upphävdes av Kunglig Majestät, lämnade Rossi i början av 1811 Sverige och slog sig ned som praktiserande läkare i Mecklenburg. Därifrån utgav han 1812 skriften Über di Art und Ursache des Todes des hochseeligen Kronprinzen von Schweden Carl August. Efter sin död fick Rossi upprättelse genom Axel Johan Amnéus' Om Kronprinsen Carl Augusts dödssätt och de rättsmedicinska hufvudpunkterna af rättegången mot Rossi (1866). 